# Scogli Bisaccia
Gli scogli Bisaccia, Bisaga, Bissaga o Bisaghe (in croato Bisaga Vela e Bisaga Mala) sono due piccoli isolotti disabitati della Dalmazia settentrionale, in Croazia, situati a est di Zut, nel mar Adriatico; fanno parte delle isole Incoronate. Amministrativamente appartengono al comune Morter-Incoronate, nella regione di Sebenico e Tenin.

## Geografia
I due scogli Bisaccia si trovano alla fine meridionale del canale di Sit (Sitski kanal) dove inizia il mare di Morter (Murtersko more) e riparano a est porto Igliaccia o Figliaccia (uvala Hiljača), il tratto di mare compreso tra Zut e l'isolotto Gustaz
- Bisaccia Grande[2] (Bisaga Vela o Kod Vrulje), è situato circa 290 m[1] a sud-est di Gustaz; ha una superficie di 0,037 km²[12], uno sviluppo costiero di 0,83 km[12] e un'altezza massima di 17 m[1];
- Bisaccia Piccola[3] (Bisaga Mala), è uno scoglio rotondo situato 370 m[1] a sud-est di Bisaccia Grande; ha un'area di 3710 m²[13], uno sviluppo costiero di 223 m[13] ed è alto 9 m[1] 43°51′51″N 15°20′34″E.

### Isole adiacenti
- Gustaz (Gustac), a nord-ovest.
- Taverna (Tovarnjak), isolotto a nord della valle Igliaccia.
- Scogli Babuglia[14], Baboja[6][15] o Babugliaz[7], situati circa 1,1 km[1] a nord-est: 
  - Babuglia Grande[14] (Babuljaš Veli), ha un'area di 9608 m²[13], uno sviluppo costiero di 387 m[13] ed è alto 16,6 m[1] 43°52′29″N 15°21′10″E
  - Babuglia Piccola[14] (Babuljaš Mali), ha un'area di 3488 m²[13], uno sviluppo costiero di 231 m[13] ed è alto 8 m[1] 43°52′39″N 15°20′59″E.
- Ravnasika[6][15] o semplicemente Secca[7] (Lukarica o Ravna Sika), piccolo scoglio 900 m[1] a est di Bisaccia Grande; ha un'area di 5531 m²[13], uno sviluppo costiero di 292 m[13] ed è alto 7 m[1] 43°52′07″N 15°21′10″E.
- Scoglio Sangella[16] o Galiola[7] (hrid Sandela), piccolo scoglio 1,1 km circa[1] a est di Bisaccia Piccola; ha un'area di 1479 m²[13] e un'altezza di 3 m[1] 43°51′46″N 15°21′27″E.

### Cartografia
- G. Giani, Carta prospettiva delle Comuni censuarie della Dalmazia, foglio 2, 1839. Fondo Miscellanea cartografica catastale, Archivio di Stato di Trieste.
- Carta di cabottaggio del mare Adriatico, foglio VII, Milano, Istituto geografico militare, 1822-1824. URL consultato il 10 ottobre 2017 (archiviato dall'url originale il 13 aprile 2013).